# 大黎巴嫩國
大黎巴嫩國（法語：État du Grand Liban），又譯大黎巴嫩州或大黎巴嫩邦（英語：State of Greater Lebanon）通稱大黎巴嫩（阿拉伯语：دولة لبنان الكبير），是於1920年至1926年間，属於法屬敘利亞及黎巴嫩託管地下的一個自治國家，1926年脫離敘利亞聯邦改隸為黎巴嫩共和國（阿拉伯语：الجمهورية اللبنانية）。

## 背景

### 起源

大黎巴嫩國的宗教地圖；黑色虛綫為黎巴嫩山穆塔薩勒夫領的範圍

在1861年，歐洲國家與鄂圖曼帝國談判通過自然規管協議，同意在帝國的地方成立黎巴嫩山穆塔薩勒夫領，來保護當地的基督徒人口。到一次大戰過後，該穆塔薩勒夫領與其他周邊分區合併，成為大黎巴嫩國，面積多了大概一倍。

### 詞源
“大黎巴嫩”（法語：Le Grand Liban）首先由黎巴嫩學者 Bulus Nujaym 和 Albert Naccache 在1919年巴黎和會期間提出。
Nujaym 曾經在1908年出版了很受歡迎的書本《La question du Liban》（黎巴嫩問題），該書的550頁中提出了成立大黎巴嫩國的理由，認為擴大版圖是對黎巴嫩的經濟穩定有必要。

### 巴黎和會

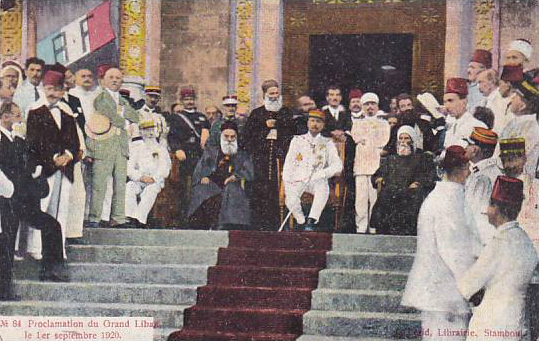
1920年9月1日，在貝魯特宣佈大黎巴嫩國成立

在巴黎和會期間，黎巴嫩由馬龍尼的牧首 Elias Peter Hoayek 代表，他在1919年10月27日和會裏提出了建議，希望擴大黎巴嫩山穆塔薩勒夫領的範圍。雖然這些地區並非主要由基督徒聚居，但他仍認為這些地方是黎巴嫩的自然一部分。該提議有部分是基於穆塔薩勒夫領有一半人口因黎巴嫩山大饑荒而喪失，而當地教會希望擴大的版圖能夠更有效地為居民提供食糧。擴大的地區包含了的黎波里、貝魯特、賽達、和推羅這幾個大城市，和他們的周邊地區。